# Lawrence Frank
Lawrence Adam Frank (ur. 23 sierpnia 1970 w Nowym Jorku) – amerykański trener koszykarski, aktualnie wiceprezes do spraw operacji koszykarskich w zespole Los Angeles Clippers.
Podczas studiów pełnił funkcję menadżera zespołu Hoosiers, prowadzonego przez trenera Boba Knighta. W tym czasie drużyna z Indiany wygrała dwukrotnie konferencję Big Ten (1989, 1991), a w 1992 roku dotarła do NCAA Final Four.
Przez 12 lat po ukończeniu uczelni pełnił funkcję asystenta trenera, najpierw przez pięć lat w NCAA, a następnie przez 7 kolejnych w NBA. W 2002 i 2003 roku dotarł do finałów NBA, jako asystent trenera Byron Scott. W 2004 roku objął w klubie Nets stanowisko głównego trenera. W tym czasie prowadzona przez niego drużyna zdobyła mistrzostwo dywizji (2006) oraz dotarła dwukrotnie do półfinałów konferencji (2006, 2007). Klub zwolnił go 29 listopada 2009 roku. Przez kolejnych kilka miesięcy pracował jako analityk dla NBA TV. W lipcu 2010 roku został asystentem Doca Riversa w Boston Celtics, po czym po roku objął etat głównego trenera w Detroit, gdzie spędził kolejne dwa sezony. W 2013 roku powrócił do Nets jako asystent Jasona Kidda, po czym dołączył ponownie do sztabu Riversa, tym razem w Los Angeles Clippers.

## Osiągnięcia
NBA
- 2-krotny wicemistrz NBA jako asystent trenera (2002, 2003)[1]
- 3-krotnie półfinał konferencji wschodniej (2004, 2006, 2007)[2]
- 2-krotny zwycięzca Dywizji Atlantyckiej (2004, 2006)[2]
- 4-krotny Trener Miesiąca Konferencji Wschodniej NBA (luty 2004, kwiecień 2005, marzec 2006, kwiecień 2007)[2]

NCAA (asystent)
- Uczestnik NCAA Sweet Sixteen (1994)[2]